# Lizz Wright
Lizz Wright (Hahira (Georgia), 22 januari 1980) is een Amerikaanse jazz-, R&B- en gospelzangeres en componiste, die inmiddels vier studioalbums op haar naam heeft staan. Wrights eerste album kwam uit in 2003.

## Biografie
Lizz Wright werd geboren in het dorpje Hahira in de Amerikaanse staat Georgia, als een van de drie kinderen van een dominee, die daarnaast ook pianist en orkestleider was in de lokale kerk. Via hem kwam Wright in contact met de christelijke hymnes en gospelmuziek. Na als kind al veel piano te hebben gespeeld en kerkelijke muziek te hebben gezongen, begon ze zich ook te interesseren in blues en jazz.

Tijdens haar middelbare school won ze veel gospelzangwedstrijden, en het kwam dan ook niet als verrassing dat ze begon aan een zangstudie aan de Georgia State University in Atlanta. Sindsdien heeft ze tevens op de New York State University en in Vancouver gestudeerd.

## Muzikale carrière
In 2000 sloot Wright zich aan bij de groep In the Spirit uit Atlanta. De groep raakte regionaal erg bekend en in 2002 kreeg Wright een platencontract bij het jazzlabel Verve. Sindsdien heeft ze drie albums uitgebracht, waarvan Salt (lente 2003) en Dreaming Wide Awake (zomer 2005) het goed deden in de jazzwereld.
In juli 2003 trad zij voor de eerste keer op tijdens het North Sea Jazz Festival in Den Haag. In 2008 verscheen the Orchard.

## Discografie

### Albums
| Album met eventuele hitnotering(en) in de Nederlandse Album Top 100 | Datum van verschijnen | Datum van binnenkomst | Hoogste positie | Aantal weken | Opmerkingen |
| ------------------------------------------------------------------- | --------------------- | --------------------- | --------------- | ------------ | ----------- |
| Salt                                                                | 2003                  | -                     |                 |              |             |
| Dreaming wide awake                                                 | 13-06-2005            | 29-10-2005            | 96              | 2            |             |
| The orchard                                                         | 01-02-2008            | 09-02-2008            | 49              | 12           |             |
| Fellowship                                                          | 2010                  | 02-10-2010            | 86              | 1            |             |

| Album met hitnotering(en) in de Vlaamse Ultratop 200 albums | Datum van verschijnen | Datum van binnenkomst | Hoogste positie | Aantal weken | Opmerkingen |
| ----------------------------------------------------------- | --------------------- | --------------------- | --------------- | ------------ | ----------- |
| Dreaming wide awake                                         | 2005                  | 02-07-2005            | 79              | 2            |             |
| The orchard                                                 | 2008                  | 23-02-2008            | 67              | 4            |             |